# 神木北站
神木北站，即神木火车北站，是位于中华人民共和国陕西省神木市的一个铁路车站，车站建于1996年，有包神铁路、神朔铁路经过该站，现办理客运、货运业务。车站距离包头东站235公里，隶属国家能源集团，是三等站。

## 历史
- 建于1996年。
- 2025年1月27日，府谷站与神木北站正式接入国铁集团售票系统，旅客可直接购买本站始发的电子客票[2]。

## 旅客列车目的地
目前本站开行一对列车，为K8203/8204次列车，运行区间为府谷站至西安站，由西安局集团运营。

## 临近车站
1. ↑  朔州站 车站资料
2. ↑  . 央视网. 2025-02-23  [2025-06-12].